# Spezzano della Sila
Spezzano della Sila község (comune) Olaszország Calabria régiójában, Cosenza megyében.

## Fekvése
A megye déli részén fekszik. Határai: Casole Bruzio, Celico, Longobucco és Spezzano Piccolo.

## Története
A 9. században alapították a szaracén portyázások elől menekülő cosenzai lakosok.

## Népessége
A népesség számának alakulása:

## Főbb látnivalói
- San Francesco di Paola-templom
- San Biagio-templom